# Mikel Goñi
Mikel Goñi Martikorena (Oronoz-Mugaire, Navarra, 25 de abril de 1977) es un exjugador de pelota vasca en la modalidad de mano, conocido profesionalmente como Goñi II o Mikel Goñi.

## Trayectoria
Tras destacar en juveniles y un breve paso por el campo aficionado, inició una prometedora carrera profesional. Sus mayores éxitos fueron el subcampeonato en el manomanista de segunda categoría de 1997, en el campeonato de parejas de 1999 y el título en el Cuatro y Medio navarro de 2001.
Considerado el mejor pelotari de su generación, para muchos Goñi desaprovechó su enorme talento debido a su afición a la juerga nocturna. En 2002 fue excluido de las semifinales del campeonato manomanista porque su empresa no confiaba en que pudiera pasar el control antidopaje. En 2003 comenzó a acudir a un centro de desintoxicación. Después de diversos retornos a la competición profesional, la empresa ASPE le rescindió el contrato definitivamente en 2005.
Tras dejar la pelota, participó en varias ediciones del programa de ETB El conquistador del fin del mundo. En 2017 fue condenado a ocho años de prisión por detención ilegal, amenazas y lesiones.
En 2024 participó en el torneo de parejas Pilota Legends Cup junto a Alduntzin en el Frontón Labrit de Pamplona. Llegó a la final, que perdieron 18-22 frente a Bengoetxea VI-Galarza.

## Palmarés
| Año  | Final                       | Campeón             | Subcampeón        | Tanteo | Frontón   |
| ---- | --------------------------- | ------------------- | ----------------- | ------ | --------- |
| 1997 | Manomanista de 2ª categoría | Koka                | Goñi II           | 22-20  | Atano III |
| 1999 | Campeonato de parejas       | Olaizola I - Elkoro | Goñi II - Zezeaga | 22-15  | Adarraga  |
| 2001 | Cuatro y medio navarro      | Goñi II             | Armendariz        | 22-16  | Labrit    |

1. ↑  En la edición de 1999 se disputaron dos torneos por la falta de acuerdos entre las dos empresas de pelota mano, ASPE y Asegarce.